# Saison 1999-2000 du Racing Club de Lens
Chronologie
Saison précédente Saison suivante
La saison 1999-2000 du Racing Club de Lens, neuvième consécutive du club en première division, a vu l'équipe artésienne atteindre la meilleure performance européenne de son histoire en étant demi-finaliste de la Coupe UEFA.
Daniel Leclercq, entraîneur du club depuis l'été 1997 et qui a remporté avec Lens le Championnat de France 1997-1998 puis la Coupe de la Ligue 1998-1999, quitte son poste après huit matchs de championnat, le club étant alors relégable. Le club, dont l'entraîneur devient François Brisson, remonte alors progressivement au classement tout en atteignant la demi-finale de la Coupe UEFA. Finalement cinquième du championnat, l'équipe lensoise se qualifie pour la Coupe Intertoto 2000.

## Avant-saison

### Transferts

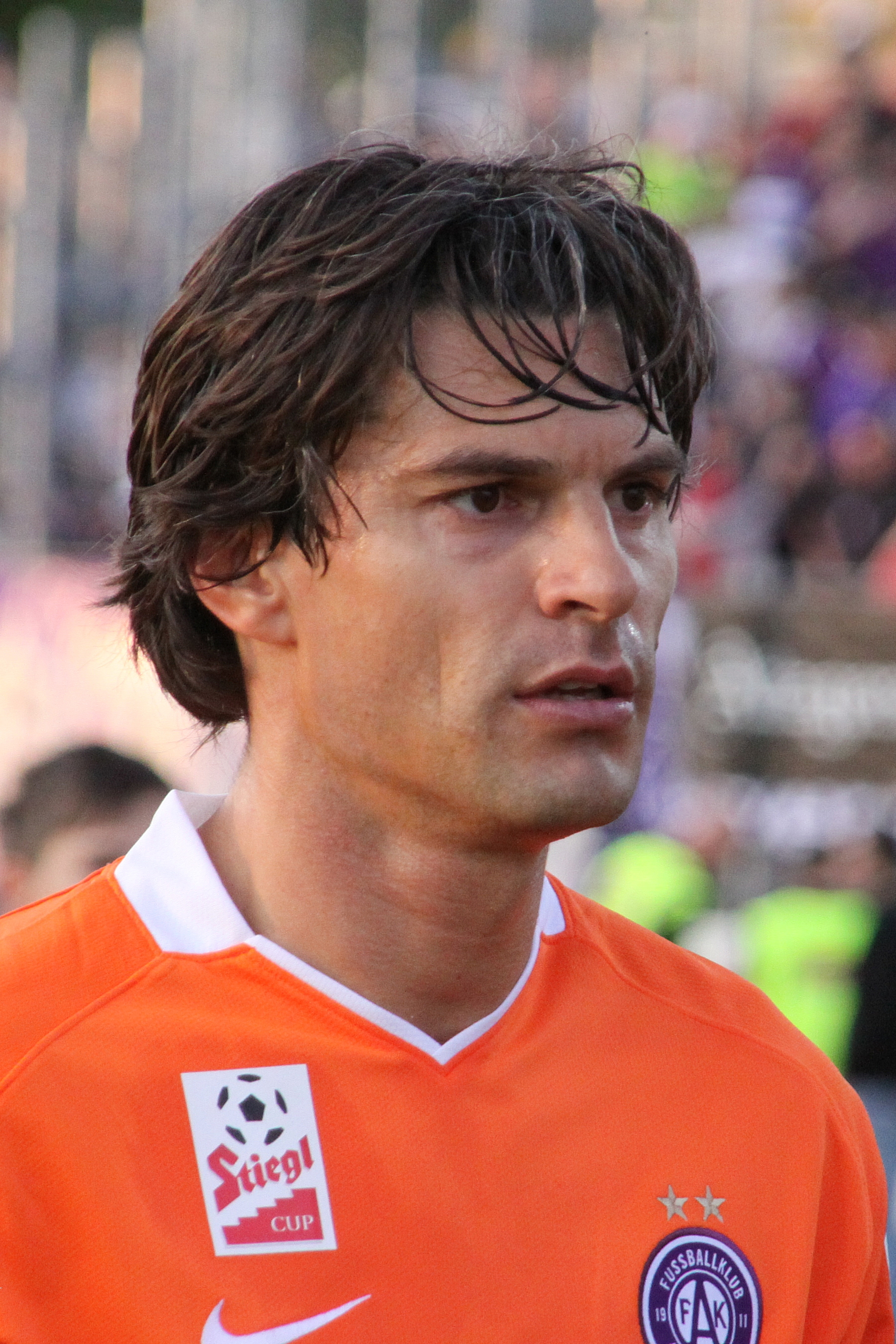
Jocelyn Blanchard rejoint le RC Lens en 1999.

Plusieurs joueurs arrivent au club au début de la saison. Venant de leur club formateur, Joseph-Désiré Job est issu de l'Olympique lyonnais alors que Patrick Barul et Sébastien Chabbert viennent de Cannes. D'autres joueurs sont recrutés en provenance du Championnat de France ainsi Stéphane Collet de Strasbourg, Charles-Édouard Coridon de Guingamp, Olivier Bogaczyk de Béthune, les Sénégalais Ferdinand Coly et Lamine Sakho de Châteauroux et Nîmes. Olivier Dacourt, Jocelyn Blanchard et Adama Coulibaly sont issus eux de l'Angleterre (Everton), de l'Italie (Juventus) et du Mali (Djoliba AC). Enfin, Franck Queudrue est promu de l'équipe réserve lensoise tandis que Xavier Méride et Wilson Oruma reviennent de leurs prêts respectifs au Toulouse FC et à Samsunspor,.
Champions de France en 1998 avec Lens et vainqueurs de la Coupe de la Ligue 1999, Cyrille Magnier rejoint Auxerre, Tony Vairelles Lyon, Frédéric Déhu Barcelone, Vladimír Šmicer Liverpool, et Mickaël Debève Le Havre, ce dernier en prêt. Wilson Oruma signe à Nîmes, Christophe Marichez à Niort et Stéphane Dalmat à Marseille. Ernest Etchi est prêté à Châteauroux tandis que Nicolas Laspalles retourne au Paris Saint-Germain une fois son prêt terminé,.

### Préparation d'avant-saison
Le Racing Club de Lens dispute cinq matchs amicaux d'avant-saison, sur les dix matchs amicaux disputés au total dans la saison par le club. Le premier match oppose Lens au Nîmes Olympique, club de deuxième division, le 9 juillet. Lens s'impose deux buts à un. Quatre jours plus tard, contre le Stade rennais, membre de la première division, le match se solde par un nul un but partout. Les trois rencontres suivantes se soldent pour Lens par trois défaites par deux buts à un, respectivement contre le Bohemians Prague, le Standard de Liège et Anderlecht. Ce dernier match est le seul de la série disputé au stade Bollaert, moins d'une semaine avant le début du championnat.

## Compétitions

### Championnat
La saison de championnat de division 1 1999-2000 a lieu du 30 juillet 1999 au 13 mai 2000. C'est la 62e édition du championnat de France de football et elle oppose 18 clubs au cours de 34 rencontres. C'est la 47e participation du Racing Club de Lens à cette compétition, cette saison étant la 9e consécutive. Les deux premiers du championnat sont qualifiés pour la phase de groupe de la Ligue des Champions la saison suivante, le troisième passera par le 3e tour préliminaire, le quatrième la Coupe de l'UEFA et les trois suivants la Coupe Intertoto.

#### Déroulement de la saison

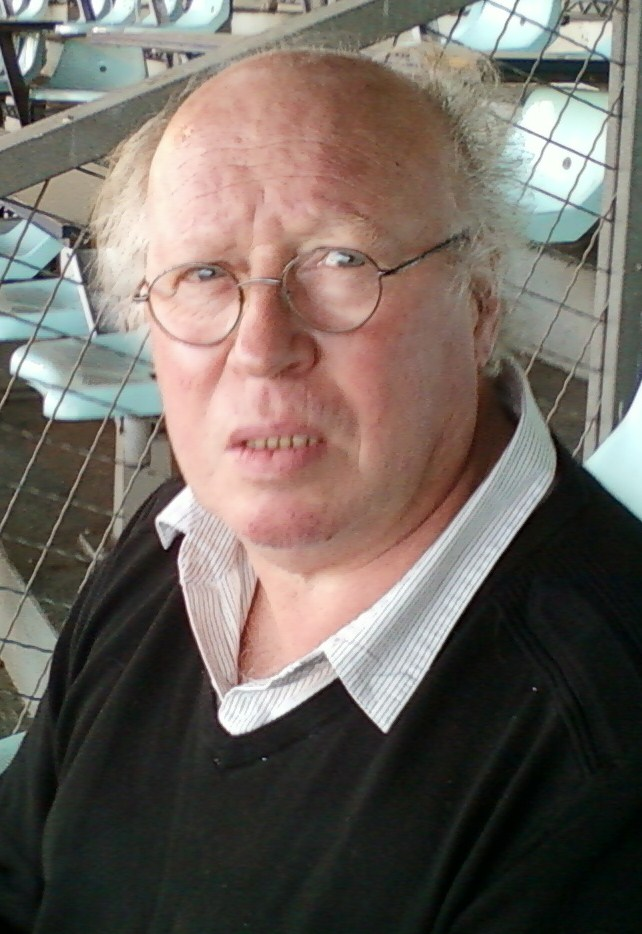
Daniel Leclercq, remplacé par François Brisson au poste d'entraîneur au cours de la saison.

Au début de la saison, le magazine France Football considère comme étant les deux favoris l'Olympique lyonnais et les Girondins de Bordeaux, tenant du titre, suivis de l'Olympique de Marseille et de l'AS Monaco. Le Racing Club de Lens est ensuite mentionné dans un groupe d'outsiders. Le championnat commence pour le Racing Club de Lens par un déplacement au stade de la Meinau de Strasbourg pour y affronter le RC Strasbourg. Le match se solde par une victoire strasbourgeoise un but à zéro. Les Lensois dominent ensuite sur le même score l'AS Monaco à domicile puis le FC Nantes à l'extérieur avant d'enchaîner cinq matchs sans victoire, la huitième journée se soldant par une défaite à domicile le 26 septembre contre l'AS Saint-Étienne. À quelques jours de la fin du mois de septembre, Lens est relégable en raison de sa seizième place au classement avec la plus mauvaise attaque du championnat. Ce résultat, couplé à la qualification obtenue difficilement en Coupe UEFA le 30 septembre contre le Maccabi Tel-Aviv, provoque le départ de Daniel Leclercq, Selon les sources, ce départ est réalisé de concert avec le président Gervais Martel ou en démissionnant,,. Éric Sikora évoque une « forme d'usure » dans la relation entre Leclercq et son équipe. François Brisson, son adjoint, est alors nommé pour le remplacer le 1er octobre,. Le club, à mi-championnat, est remonté en treizième position et termine l'année 1999 par une victoire à l'extérieur à Marseille grâce à un but à la 90e minute de Franck Queudrue.
En janvier 2000, Lens redescend à la dix-septième place du classement au terme de la 22e journée. Après une victoire contre Le Havre AC quatre buts à zéro, le club sort de la relégation. Lens domine ensuite Saint-Étienne à l'extérieur (2-0) puis Auxerre (2-1) et Bastia (4-0) à domicile pour atteindre la sixième place du classement mais redescend à la douzième place après 29 journées, ce qui ne met pas le club à l'abri d'une relégation. Avec quatre victoires dans les cinq derniers matchs de championnat, le RC Lens termine finalement cinquième de ce championnat.

#### Classement final et statistiques
Le Racing Club de Lens termine le championnat à la cinquième place avec 14 victoires, 7 matchs nuls et 13 défaites. Lens présente la onzième attaque avec 42 buts et la huitième meilleure défense avec 41 buts encaissés. Le Racing Club de Lens, dixième équipe à domicile avec 30 points, est cinquième à l'extérieur avec 19 points. Enfin, l'affluence moyenne dans le Stade Bollaert a été de 38 805 spectateurs ce qui en fait la 3e meilleure moyenne derrière celles de l'Olympique de Marseille (51 686) et du Paris Saint-Germain (42 793).
L'AS Monaco et le Paris Saint-Germain sont qualifiés directement pour la phase de groupes de la Ligue des Champions 2000-2001, l'Olympique lyonnais devant passer par le 3e tour préliminaire. Les Girondins de Bordeaux sont quant à eux qualifiés pour la Coupe UEFA 2000-2001. Le Racing Club de Lens, le CS Sedan-Ardennes et l'AJ Auxerre participeront à la Coupe Intertoto 2000 à la suite de leur 5e, 7e et 8e places. Auxerre accède à une coupe européenne car l'AS Saint-Étienne (7e), refuse de participer à la Coupe Intertoto.
Extrait du classement de Division 1 1999-2000
| Rang | Équipe                | Pts | J  | G  | N  | P  | Bp | Bc | Diff |
| --- | --------------------- | --- | -- | -- | -- | -- | -- | -- | ---- |
| 1 | AS Monaco             | 65  | 34 | 20 | 5  | 9  | 69 | 38 | +31  |
| 2 | Paris SG              | 58  | 34 | 16 | 10 | 8  | 54 | 40 | +14  |
| 3 | Olympique lyonnais    | 56  | 34 | 16 | 8  | 10 | 45 | 42 | +3   |
| 4 | Girondins de Bordeaux | 54  | 34 | 15 | 9  | 10 | 52 | 40 | +12  |
| 5 | Racing Club de Lens   | 49  | 34 | 14 | 7  | 13 | 42 | 41 | +1   |
| 6 | AS Saint-Étienne      | 48  | 34 | 13 | 9  | 12 | 46 | 47 | -1   |
| 7 | CS Sedan-Ardennes     | 48  | 34 | 13 | 9  | 12 | 43 | 44 | -1   |
| 8 | AJ Auxerre            | 47  | 34 | 13 | 8  | 13 | 37 | 39 | -2   |
| 9 | RC Strasbourg         | 46  | 34 | 13 | 7  | 14 | 42 | 52 | -10  |
| 10 | SC Bastia             | 45  | 34 | 11 | 12 | 11 | 43 | 39 | +4   |
| - Ligue des Champions 2000-2001 (Phase de groupes) - Ligue des Champions 2000-2001 (3e tour préliminaire) - Coupe UEFA 2000-2001 - Coupe Intertoto 2000 |                       |     |    |    |    |    |    |    |      |

### Coupe de France
Le RC Lens entre en lice en Coupe de France au niveau des trente-deuxièmes de finale, comme pour tous les clubs de première division. Dans un contexte marqué par une place de relégable en championnat, les Lensois affrontent le Besançon RC, pensionnaire du National, au Stade Léo-Lagrange de Besançon. Les Lensois sont éliminés dès leur entrée en lice, pour la première fois depuis 1995-1996, à la suite de deux buts bisontins en premières mi-temps, inscrits par Boulanger puis Isabey. La réduction du score de Daniel Moreira ne change pas l'issue de ce match. Cette rencontre est interrompue en cours de deuxième mi-temps en raison de chutes de neige. Les Lensois souhaitent un report du match qui permettrait de le rejouer en intégralité à une autre date, ce qui est refusé par l'arbitre qui fait terminer le match une fois le terrain rendu praticable. À l'issue du match, une bagarre éclate entre des joueurs lensois et des supporters ayant effectué le déplacement.

### Coupe de la Ligue
La Coupe de la Ligue 1999-2000 a lieu du 16 novembre 1999 au 22 avril 2000. Tenant du titre, le Racing Club de Lens débute la Coupe de la Ligue en seizièmes de finale, comme les autres clubs de division 1, les équipes d'un niveau inférieur passant par un tour supplémentaire.
Le tirage au sort des seizièmes de finale a amené Lens à se déplacer à Toulouse pour rencontrer le Toulouse FC, membre de la deuxième division, le 8 janvier 2000, au Stadium. Les Lensois ouvrent le score en première mi-temps par Daniel Moreira. À la 47e minute, Joseph-Désiré Job double la mise pour les Sang et Or. Les Toulousains reviennent à deux partout à l'heure de jeu grâce à Vladimir Petrović puis Thierry Moreau. Le score en reste là au terme des 90 minutes, Lens étant réduit à 10 depuis la 72e minute à la suite de l'exclusion de Youl Mawéné pour un deuxième carton jaune. En prolongations, Toulouse s'impose grâce à un but de William Prunier à la 114e minute.

### Coupe de l'UEFA

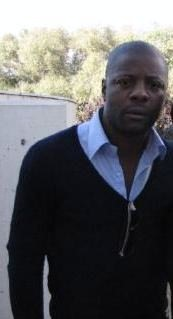
Pascal Nouma, auteur de six buts en Coupe UEFA durant la saison.

La Coupe de l'UEFA met aux prises chaque année sous forme de matchs aller-retour à élimination directe des équipes issues de l'ensemble des pays membres de l'UEFA selon une répartition effectuée à chaque tour par tirage au sort. Le Racing Club de Lens s'est qualifié pour l'édition 1999-2000 grâce à sa victoire en Coupe de la Ligue la saison précédente.
Le tirage au sort amène Lens à se déplacer au premier tour sur le terrain du Maccabi Tel-Aviv au milieu du mois de septembre 1999, ce qui représente un tirage au sort abordable. Ce match se termine sur un score de deux buts partout, les Lensois encaissant notamment un but « évitable ». Lamine Sakho et Joseph-Désiré Job sont les buteurs sang et or,. Le 30 septembre, lors du match retour disputé à Bollaert, les Lensois encaissent un but sur coup franc avant de retourner la situation en inscrivant deux buts par Pascal Nouma puis Ludovic Delporte,,. Cette qualification n'empêche pas le lendemain le remplacement de Daniel Leclercq, l'entraîneur lensois, par son adjoint François Brisson, le club étant en difficulté en championnat,.
Au deuxième tour, le tirage au sort amène Lens à jouer contre le club néerlandais du Vitesse Arnhem le 28 octobre et le 4 novembre. Lors du match aller qui se déroule à Bollaert, les Lensois l'emportent quatre à un grâce à des réalisations de Brunel, Nouma, Nyarko et Blanchard avant de se qualifier au retour au Gelredome grâce à un but de Blanchard dans les arrêts de jeu qui permet à Lens d'assurer le match nul un à un,,. Le club allemand de Kaiserslautern est l'adversaire suivant du RC Lens. Le 25 novembre, le club allemand s'impose à Bollaert deux buts à un, le but lensois étant marqué par Job à quelques minutes de la fin du match,. Le match retour, joué le 9 décembre, voit Job inscrire un triplé et permet à Lens de se qualifier après une victoire quatre à un,,,. Cette qualification permet à Lens d'être encore présent en Coupe d'Europe au mois de mars, une première dans l'histoire du club.
En mars 2000, c'est l'Atlético de Madrid qui est l'adversaire des Lensois en huitièmes de finale. Les joueurs ne reçoivent pas l'autorisation de François Brisson d'assister au match de Ligue des champions qui oppose deux jours avant le match aller à Madrid le Real Madrid au Bayern Munich. Lors du match, Olivier Dacourt permet aux Lensois de mener à deux reprises au score grâce à un doublé mais Jimmy Floyd Hasselbaink pour l'Atlético parvient à égaliser en réalisant la même performance,. Une semaine plus tard, Lens se qualifie sur le score de quatre buts à deux,. En quarts de finale qui se déroulent également en mars, Lens se déplace sur le terrain du Celta Vigo, autre club espagnol, qui a battu en huitièmes la Juventus. Ce match se solde par un résultat nul zéro à zéro, avec un but de Pascal Nouma refusé pour hors-jeu,. Au retour, les Espagnols marquent les premiers par Haim Revivo sur coup-franc à la 56e minute,. Les Lensois réagissent par l'intermédiaire de Valérien Ismaël sur pénalty puis Pascal Nouma et se qualifient ainsi pour les demi-finales,,, la première du club en coupe d'Europe. Lens devient également le douzième club français étant parvenu à ce stade de la compétition.
En demi-finale, Lens se déplace au stade d'Highbury le 6 avril 2000 pour affronter Arsenal. Les Lensois sont privés de leur charnière centrale composée de Valérien Ismaël et de José-Karl Pierre-Fanfan, suspendus après avoir reçus un carton jaune lors du match retour contre Vigo. Les deux joueurs sont remplacés par Ferdinand Coly et Youl Mawéné,,. Les Anglais marquent un but, le seul du match, dès la deuxième minute par Dennis Bergkamp sur une passe d'Emmanuel Petit,,. La meilleure occasion lensoise a lieu à la 71e minute sur une reprise du pied droit de Pascal Nouma qui se termine sur la transversale de David Seaman à la suite d'un centre de Brunel,. Au match retour, Thierry Henry permet à Arsenal de mener un à zéro à la mi-temps,. Lens égalise grâce à Pascal Nouma à la 73e minute,. Nouma rate ensuite un face à face avec David Seaman dans le dernier quart-d'heure. Quelques minutes plus tard, Nwankwo Kanu permet à Arsenal de remporter ce match, et ainsi d'assurer sa qualification en finale. Arsenal perd le 17 mai la finale de la Coupe UEFA contre les Turcs de Galatasaray.

## Joueurs et encadrement technique

### Encadrement technique
Daniel Leclercq, adjoint de Roger Lemerre en 1996-1997, devient l'entraîneur du Racing Club de Lens la saison suivante où il remporte le titre de champion de France. En 1998-1999, il gagne la Coupe de la Ligue. Âgé de 48 ans à sa prise de fonction, Leclercq a évolué comme défenseur à Lens de 1974 à 1983. Natif de Trith-Saint-Léger en banlieue de Valenciennes, Leclercq commence le football dans le club de l'US Valenciennes Anzin en junior puis en professionnel de 1967 à 1970. Il joue ensuite 3 saisons à l'Olympique de Marseille (1970-1971 et 1972-1974), entrecoupées d'une saison dans le club d'Angoulême entre 1971 et 1972. Sa carrière d'entraîneur débute, quant à elle, à l'US Valenciennes Anzin de décembre 1986 à octobre 1987. Il intègre l'encadrement du Racing Club de Lens en 1992.
François Brisson évolue à Lens de 1981 à 1985 avant de rejoindre l'encadrement technique du club à l'intersaison 1997 pour y seconder Daniel Leclercq. Après avoir joué les trois dernières saisons de sa carrière professionnelle au club de Lille (1990 à 1993), il commence sa carrière d'entraîneur dans le club de Montauban en 1994 et y reste jusqu'à ce que Lens le contacte. Brisson succède à Leclercq dans la fonction d'entraîneur principal de l'équipe première à partir du 1er octobre 1999 et le départ de celui-ci,.
André Lannoy, ancien gardien de but de Lens de 1967 à 1976, est également dans l'encadrement au poste d'entraîneur adjoint, responsable des gardiens de buts. Déjà présent à ce poste à l'arrivée de Daniel Leclercq, il conserve ses attributions durant cette saison.
Georges Tournay et Didier Sénac sont les deux entraîneurs adjoints responsables des joueurs de champ. Tournay, natif de Cambrai en 1960, a évolué à Lens au poste d'attaquant de 1977 à 1983 avant de jouer au SC Abbeville et CS Louhans-Cuiseaux jusqu'en 1992. Cette année-là, Tournay rejoint le RC Lens pour entraîner l'équipe C du club jusqu'en 1994, année où il prend en charge l'équipe réserve jusque 1999. Didier Sénac, né en 1958 et formé au club, est défenseur de l'équipe première de 1977 à 1987 et obtient durant cette période lensoise deux sélections en équipe de France. Il devient entraîneur adjoint du RC Lens en 1998.

### Effectif professionnel
Le tableau ci-dessous reprend l'effectif lensois pour la saison 1999-2000,.

### Statistiques individuelles
Le Racing Club de Lens dispute 48 matchs officiels au cours de cette saison, 34 en championnat, 1 en coupe de France, 1 en Coupe de la Ligue et 12 en coupe UEFA. Le joueur le plus utilisé de l'effectif est le gardien Guillaume Warmuz, également capitaine durant la saison. Concernant les joueurs de champ, le joueur ayant le plus joué dans la saison est le milieu de terrain offensif gauche Philippe Brunel, avec 45 rencontres à son actif.
Le meilleur réalisateur du club, toutes compétitions confondues, est Pascal Nouma qui a marqué 14 buts (8 en championnat et 6 en coupe de l'UEFA). Les autres buteurs en championnat sont Lamine Sakho (8 buts), Joseph-Désiré Job et Daniel Moreira (4 buts), Olivier Dacourt, José-Karl Pierre-Fanfan, Charles-Édouard Coridon, Éric Sikora et Philippe Brunel (2 buts) ainsi qu'Olivier Bogaczyk, Alex Nyarko, Franck Queudrue, Jocelyn Blanchard, Valérien Ismaël et Bruno Rodriguez (1 but).

### Distinctions
À l'issue de la saison, lors de son bilan annuel, le magazine Onze Mondial consacre un article à Olivier Dacourt, cité comme étant un des « joueurs de la saison », le seul mentionné faisant partie de l'effectif lensois. Aucun Lensois ne remporte de récompenses aux Trophées UNFP ni ne figure dans l'équipe type de la saison de championnat du magazine France Football. Guillaume Warmuz est classé septième au classement des gardiens de but.

## Éléments économiques
Le budget du Racing Club de Lens s'élève pour cette saison à 280 millions de francs, en augmentation de 95 millions par rapport à la saison précédente. Comme la saison précédente, le principal sponsor maillot du club est Ola, une marque de téléphonie mobile de France Télécom,,. L'équipementier du club est la marque Umbro.

## Public

### Affluences
L'affluence moyenne au stade Félix-Bollaert a été de 38 805 spectateurs sur les 17 matchs du championnat. Il s'agit de la troisième meilleure moyenne derrière celles de l'Olympique de Marseille (51 686) et du Paris Saint-Germain (42 793). Pour le taux de remplissage, Lens est situé à la première place à domicile avec une moyenne de 94,1 % devant le Paris Saint-Germain avec 90,1 %, tandis qu'à l'extérieur, le club artésien est situé à la onzième place avec 73,4 %, loin derrière l'Olympique de Marseille et ses 94,5%.
En coupe d'Europe, Lens dispute six matchs à domicile. La meilleure affluence est celle du match retour de demi-finale contre Arsenal avec 42 000 personnes, l'affluence la moins élevée étant celle du match de premier tour contre le Maccabi Tel-Aviv avec 35 663 spectateurs.
En plus de ces matchs, le stade Bollaert accueille durant la saison le match de barrage de la Coupe du monde de rugby à XV 1999 disputé le 20 octobre 1999 entre l'Irlande et l'Argentine, disputé devant 22 000 personnes. Le stade est également utilisé par le club amateur voisin de Calais lors de son parcours qui le mène en finale de la Coupe de France. Deux matchs sont disputés à Lens : le quart de finale contre Strasbourg et la demi-finale contre Bordeaux devant respectivement 20 702 et 38 374 spectateurs,.
Affluence du Racing Club de Lens à domicile

### Relation entre les supporters et l'équipe
Durant les premières semaines du championnat, les matchs réunissent régulièrement plus de 40 000 spectateurs au Stade Bollaert. Cependant, les résultats du RC Lens sont mauvais, et les affluences diminuent par la suite. Des tensions surviennent également entre les supporters et les joueurs. Ainsi en janvier 2000, à l'issue de la défaite lensoise en Coupe de France contre le Besançon RC, une bagarre éclate entre des joueurs lensois et des supporters ayant effectué le déplacement. Les supporters considèrent les recrues Jocelyn Blanchard et Olivier Dacourt, achetées respectivement pour 46 et 55 millions de francs à des clubs étrangers, comme des « têtes de turc ». Pascal Nouma, dont l'arrivée a fait l'objet d'une pétition des supporters lensois contre sa venue au club la saison précédente à la suite d'un geste de sa part aux supporters Lensois quand il jouait à Strasbourg, est également visé par le public comme étant le symbole d'une attaque lensoise inefficace. Le président Gervais Martel est également critiqué par des groupes de supporters. Lens améliore ses résultats en championnat dans la deuxième partie de saison et voit la possibilité d'une relégation s'éloigner. Parallèlement à ce changement en championnat, le parcours en Coupe UEFA permet aux Lensois de se réconcilier avec leur public, notamment après le quart de finale remporté contre le Celta Vigo. Les matchs de championnat qui suivent sont disputés devant plus de 40 000 spectateurs, tout comme le match de demi-finale de Coupe UEFA contre Arsenal, qui est le match le plus suivi de la saison avec 42 000 personnes présentes au stade.

## Équipe réserve
L'équipe réserve du RC Lens sert de tremplin vers le groupe professionnel pour les jeunes du centre de formation mais permet également à certains joueurs non alignés avec l'équipe professionnelle d'avoir du temps de jeu. L'équipe réserve est également utilisée fréquemment par des professionnels en phase de reprise à la suite d'une blessure.
Pour la saison 1999-2000, l'équipe réserve du RC Lens évolue dans le groupe A du championnat de France amateur, la quatrième division de football en France. Après une huitième place obtenue l'année précédente, l'équipe réserve du RC Lens termine cette saison à la sixième place, juste devant le club de Calais, finaliste de la Coupe de France. Le Dijon FCO, le club issu du groupe promu en National, remporte le titre national en fin de saison.
La majorité des joueurs lensois du groupe professionnel participent à des matchs avec la réserve. Ainsi, les gardiens de but Sébastien Chabbert et Cédric Berthelin disputent respectivement 7 et 15 rencontres. En défense, Youl Mawéné dispute 20 rencontres, Xavier Méride 14, Franck Queudrue 11, Ferdinand Coly 8, Patrick Barul 7, José-Karl Pierre-Fanfan 4, Yoann Lachor 3, Adama Coulibaly et Valérien Ismaël une. Les milieux de terrain Redouanne El Ouardi (12 matchs), Daniel Moreira (3 matchs), Stéphane Collet (2 matchs) et Cyril Rool (1 match) jouent également avec la réserve tout comme les attaquants Ludovic Delporte (21 matchs), Olivier Bogaczyk (10 matchs), Joseph-Désiré Job (2 matchs), Bruno Rodriguez et Lamine Sakho (1 match chacun).